# Ida Daussy
Ida Daussy, connue sous le nom coréen de Seo Hye-na, née le 13 juillet 1969 à Fécamp, est une personnalité de la télévision en Corée du Sud.

## Biographie
Ida Daussy fait des études de commerce au Havre. Puis, elle part fait ses études en Corée du Sud en 1991 où elle se marie avec un Sud-coréen en 1993, ce qui lui vaut d'être naturalisée sud-coréenne.
Elle enseigne ensuite le français puis décroche un rôle dans une sitcom. Elle participe comme chroniqueuse à plusieurs émissions sur des sujets comme la décoration, la gastronomie et les vins.
En 2022, elle participe à l'émission King of Mask Singer.
Elle a publié plusieurs livres en coréen et en français.